# Констанция (село)
Констанция (укр. Констанція) — село в Борщёвской городской общине Чортковского района Тернопольской области Украины.
До 2020 года входило в Борщёвский район.
Код КОАТУУ — 6120885502. Население по переписи 2001 года составляло 440 человек.

## Географическое положение
Село Констанция находится в 0,5 км от левого берега реки Драпанка,
выше по течению на расстоянии в 1,5 км расположено село Озеряны,
ниже по течению на расстоянии в 3 км расположено село Глубочок.

## Объекты социальной сферы
- Школа I ст.
- Детский сад.
- Клуб.